# 방배 래미안 원페를라
방배 래미안 원페를라는 서울특별시 서초구 방배동에 건설 중인 16개동 1,097가구 규모의 아파트 단지로, 방배6구역 재건축 사업으로 들어선다.